# Michelle Calvó Pedreira
Michelle Calvó Pedreira (Madrid, 19 de setembre de 1991) és una actriu espanyola coneguda pel seu paper d'Eli en la pel·lícula El club de los incomprendidos i per interpretar Sofía Contreras a Amar es para siempre. El 2019 va interpretar Paula Campillo a la sèrie Secretos de Estado. En 2023 va fitxar per la nova temporada d'El Grand Prix del verano a La 1.

## Biografia
Michelle Calvó, nascuda a Madrid i criada a Tenerife, va estudiar a l'escola d'interpretació Juan Codina i posteriorment va realitzar cursos de càsting i interpretació amb Juan León, Jordi Frades, Eva Leira, Yolanda Serrano, Andrés Cuenca i Álvaro Haro. Més recentment ha fet un curs de formació actoral i entrenament audiovisual amb Sara Torres. Va pertànyer durant cinc anys al grup de teatre de La Escuela.
Michelle ha realitzat papers episòdics en sèries com Toledo, cruce de destinos o Aída i ha participat en nombrosos videoclips i curtmetratges, com el de Candela, pel qual va rebre el premi a millor interpretació i el premi del públic en el Festival Ibicine. No obstant això, la seva popularitat, va venir de la mà d'El club de los incomprendidos. Més tard, el 2015 va fitxar com a protagonista a Amar es para siempre per a la seva quarta temporada.
El juny de 2017 es fa coneguda la seva participació en la segona temporada de Yo quisiera. El juliol de 2017 fitxa com a col·laboradora de Zapeando, programa en el qual participa de manera puntual. A més, l'octubre de 2017 comença a rodar com a protagonista Secretos de Estado, la nova sèrie de Telecinco, al costat de Miryam Gallego, Jesús Castro, Estefanía de los Santos o Miquel Fernández. El 2020 estrena Desaparecidos, ficció produïda per Plano a plano i Telecinco al costat de Maxi Iglesias, Elvira Minguez i Juan Echanove i participa en la ficció italiana Gli orologi del diavolo.
El 2021 s'anuncia el seu fitxatge per a la tercera temporada de Madres. Amor y vida, juntament amb Belén Rueda, Carmen Ruiz i Hiba Abouk, entre d'altres.

## Filmografia

### Cinema
| Any  | Títol                         | Rol       | Director     |
| ---- | ----------------------------- | --------- | ------------ |
| 2014 | El club de los incomprendidos | Elisabeth | Carlos Sedes |

### Sèries de televisió
| Any            | Títol                     | Cadena                  | Personatge              | Notes        |
| -------------- | ------------------------- | ----------------------- | ----------------------- | ------------ |
| 2012           | Toledo, cruce de destinos | Antena 3                | Embolic de Fernando     | 1 episodi    |
| 2013           | Aída                      | Telecinco               | Extra                   | 1 episodi    |
| 2014           | Bienvenidos al Lolita     | Antena 3                | Carmen                  | 1 episodi    |
| 2014           | Isabel                    | La 1                    | Dama de Flandes         | 1 episodi    |
| 2015 - 2016    | Ama es para siempre       | Antena 3                | Sofía Contreras Vázquez | 254 episodis |
| 2018           | Yo quisiera               | Divinity                | Toni                    | 40 episodis  |
| 2018           | Cupido                    | Playz                   | Chloe                   | 6 episodis   |
| 2018           | Paquita Salas             | Netflix                 | Ella mateixa            | 1 episodi    |
| 2019           | Los nuestros 2            | Telecinco               | Elena Ferrer            | 3 episodis   |
| 2019           | Secretos de Estado        | Telecinco               | Paula Campillo Aguirre  | 13 episodis  |
| 2020           | Gli orologi del diavolo   | Rai 1 / Cuatro          | Marisol Vizcaíno        | 4 episodis   |
| 2020 - 2022    | Desaparecidos             | Telecinco i Prime Video | Sonia Ledesma           | 29 episodis  |
| 2021           | Madres. Amor y vida       | Telecinco i Prime Video | Camila Román            | 8 episodis   |
| 2023 - present | Entrevías                 | Telecinco               | Dulce                   | ? episodis   |

### Programes de televisió
| Any  | Títol              | Cadena    | Notes          |
| ---- | ------------------ | --------- | -------------- |
| 2017 | Zapeando           | La Sexta  | Col·laboradora |
| 2022 | Esta noche gano yo | Telecinco | Concursant     |
| 2022 | Déjate querer      | Telecinco | Convidada      |
| 2023 | Grand Prix         | La 1      | Presentadora   |

### Videoclips
- «No pide tanto, idiota», de Maldita Nerea (2015).
- «No saben de ti», d'Andrés Suárez (2015).
- «Elévate», de Dan Silva.
- «Sopla el viento», de Pignoise.
- «Sigo escuchándote», de Josel Casas.
- «Ohe, Oha vas a soñar», de Sarah Sofìa.